# Boțești (gmina w okręgu Ardżesz)
Boțești – gmina w Rumunii, w okręgu Ardżesz. Obejmuje miejscowości Boțești i Moșteni-Greci. W 2011 roku liczyła 1207 mieszkańców.